# 3. Sinfonie (Schubert)
Die Symphonie Nr. 3 D-Dur (D 200) ist eine Sinfonie von Franz Schubert.

## Entstehung
Schubert schrieb seine 3. Sinfonie zwischen dem 24. Mai (zwei Monate, nachdem er die vorhergehende Sinfonie Nr. 2 vollendet hatte) und dem 19. Juli 1815. Lediglich kurz nach dem 24. Mai 1815 begann nach 65 Takten eine Unterbrechung, die bis zum 11. Juni 1815 dauerte und wahrscheinlich durch einen Mangel an Notenpapier ausgelöst worden war. Schubert wechselte in dieser Zeit von zwölfzeiligem zu sechzehnzeiligem Notenpapier. Die reine Kompositionszeit für die insgesamt 56 Notenblätter umfassende Sinfonie beläuft sich auf neun Tage.
In dieser Zeit arbeitete Schubert parallel an anderen Werken wie dem Vokalquartett „Hymne an den Unendlichen“ (D 232) und den Liedern „Der Abend“ (D 221), „Geist der Liebe“ (D 233) und „Tischlied“ (D 234).
Die Sinfonie entstand für ein Liebhaberorchester unter der Leitung des Geigers Josef Prohaska; Schubert spielte in diesem Orchester die Bratsche. Es wird vermutet, dass die erste Aufführung der Sinfonie im privaten Rahmen durch Prohaskas Orchester stattfand.

## Zur Musik
Schuberts Rückkehr zu D-Dur, der Tonart seiner Sinfonie Nr. 1, erweckte beim Musikforscher Alfred Einstein den Eindruck „als ob er mit ihr die B-Dur-Sinfonie hätte korrigieren wollen: sie ist eine Rückkehr zum D-dur (sic!) seiner ersten Sinfonie, und sie ist, bei ganz gleicher Besetzung, nicht etwa bloß bei weitem kürzer, sondern auch bei weitem konzentrierter.“.

### Orchesterbesetzung
2 Flöten, 2 Oboen, 2 Klarinetten, 2 Fagotte, 2 Hörner, 2 Trompeten, Pauke, I. Violine, II. Violine, Bratsche, Violoncello, Kontrabass

### 1. Satz: Adagio maestoso – Allegro con brio
Zu Beginn des ersten Satzes, der einige unkonventionelle Wendungen enthält, erklingt eine 18 Takte lange Einleitung. Wie in der Sinfonie Nr. 1 wird die langsame Einleitung in die Sonatensatzform des Allegro-Hauptteils integriert. In beiden Sinfonien erklingt die Einleitung jeweils auch vor der Reprise; im Gegensatz zur Sinfonie Nr. 1, in der die Einleitung die Reprise lediglich einleitet, wird sie in der Sinfonie Nr. 3 zum Bestandteil der Reprise.
Der Einleitung folgt ein punktiertes Thema in den Klarinetten, das entgegen den Regeln nicht wiederholt wird; stattdessen wird die langsame Einleitung wieder aufgegriffen und thematisch weiterentwickelt. Der Seitensatz hat den Charakter eines heiteren Tanzliedes und ist einerseits durch diesen liedhaften Charakter und andererseits motivisch mit dem Hauptsatz verwandt.
Aus der punktierten Schlussfloskel des Seitensatzes entsteht der Epilog, der von der Exposition zur Durchführung überleitet. Die kurze Durchführung wiederum führt terrassenartig durch die Tonarten und geht in die Reprise über.
Nach der konventionellen Wiederholung des Themas in der Reprise wird unerwartet nicht dieses, sondern die Tuttifortspinnung moduliert.
Eine weitere Überraschung findet sich am Ende des Satzes, als der Seitensatz den Hauptsatz variiert, gefolgt von Zweiunddreißigstel-Skalen und der den Satz abschließenden Kadenz.

### 2. Satz: Allegretto
Der volksliedhafte, tänzerische zweite Satz der Sinfonie ist als einziger zweiter Satz in Schuberts Sinfonien kein Andante, sondern ein Allegretto. Den ursprünglichen Plan, ein Adagio molto im 3/4-Takt zu schreiben, hatte Schubert verworfen. Der Satz ist in einer dreiteiligen Liedform gegliedert: Einem A-Teil in G-Dur und einem B-Teil in C-Dur. Der Schubert-Biograf Walther Vetter meinte, in diesem Satz Anklänge an das »Mariä Wiegenlied« (14. Jahrhundert) und »'s ist mir auf der Welt nichts lieber« zu erkennen.

### 3. Satz: Menuetto. Vivace – Trio
Der dritte Satz besteht aus zwei Motiven, die sich in dessen Verlauf unabhängig voneinander entwickeln. Walther Vetter sah in diesem Satz Anklänge an das Scherzo der Sinfonie Nr. 2 und an das Scherzotrio der Sinfonie Nr. 5 von Ludwig van Beethoven.

### 4. Satz: Presto vivace
Der vierte Satz der Sinfonie besteht aus einer Tarantella im 6/8-Takt. Der Satz steht in der Sonatensatzform. Von deren Tradition weicht Schubert aber ab, u. a., indem die Dominantstufe erst im dritten Formteil, dem Epilog, erreicht wird und die Reprise im Unterschied zur Konvention von der Dominante aus zur Grundtonart übergeht.
Die Durchführung besteht aus lediglich 46 Takten und dem ständig wiederholten Auftaktmotiv auf h und c.
In diesem Sinne kann durch die Anlage des Seitensatzes der Exposition auf die vierte Stufe die Reprise, um so leichter die Ziel- und Grundtonart erreichen.
Musikkritiker Eduard Hanslick schrieb nach der Aufführung von 1860 über das sprudelnde, launige Finale dieser Sinfonie, es sei »ein Werk der Jugend [...] und ihres vergnügt lärmenden Thatendranges, der sich regt und bewegt, ohne sich noch um Ziel und Erfolg Großes zu kümmern«. Im Charakter erinnert das Finale an Gioachino Rossini.
Der Dirigent Pablo Heras-Casado äußerte 2016, in der Coda des Saltarello (Ende des vierten Satzes) erkennte man „sehr deutlich die Einflüsse von Beethoven und dem Finale aus dessen Achter Symphonie“.

## Wirkung
Am 2. Dezember 1860 kam es im Wiener Redoutensaal zu einem von Johann von Herbeck dirigierten Konzert, das aus den ersten beiden Sätzen der Sinfonie Nr. 4, dem dritten Satz der Sinfonie Nr. 6 und dem Finale der Sinfonie Nr. 3 bestand. Nach dieser Aufführung äußerte die Deutsche Musik-Zeitung am 7. Dezember 1860 den Wunsch, „diese Sätze wiederholt und im Zusammenhang mit ihrer ursprünglichen Umgebung zu hören“.
Die erste öffentliche Aufführung fand jedoch erst am 19. Februar 1881 in London unter der Leitung des Dirigenten August Manns auf Initiative des Musikforschers George Grove statt, der in dieser Zeit alle Schubert-Sinfonien zur Aufführung brachte.
Veröffentlicht wurde die Sinfonie im Jahre 1884 im Rahmen der von Johannes Brahms redigierten Alten Gesamtausgabe aller Schubert-Sinfonien durch den Verlag Breitkopf & Härtel. Brahms bescheinigte Schuberts so genannten Jugendsinfonien keinen hohen künstlerischen Wert und war der Meinung, sie „sollten nicht veröffentlicht, sondern nur mit Pietät bewahrt und vielleicht durch Abschriften mehreren zugänglich gemacht werden“.
Antonín Dvořák war zu seiner Zeit einer der wenigen Bewunderer der frühen Sinfonien Schuberts, in denen er – trotz des Einflusses von Haydn und Mozart – im „Charakter der Melodien“, der „harmonischen Progression“ und den „vielen exquisiten Details der Orchestrierung“ Schuberts Individualität erkannte.
Die englische Presse sah in Schuberts dritter Sinfonie eine Fortentwicklung seines eigenen Stils und somit eine größere Loslösung von den Vorbildern Wolfgang Amadeus Mozart und Joseph Haydn. So schrieb beispielsweise „The Musical Times“ am 1. März 1881:

„Schuberts III. Symphonie, […] die wie die erste in D-Dur steht, zeigt schon einen großen Fortschritt gegenüber ihren Vorgängerinnen. Obwohl sie nur wenige Monate nach der Zweiten entstand, ist sie ein reifes, aber darüber hinaus originelles Werk. Der erste Satz ist durchwegs bezaubernd, der zweite voll schlichter Anmut und höchst melodiös, während das Finale wiederum ein Meisterstück ist und sogar (trotz der zwischen beiden Werken liegenden Zeitspanne) einen Vergleich mit dem Finalsatz der »Großen« C-Dur-Symphonie standhalten kann.“

Die Notenblätter befinden sich im Besitz der Gesellschaft der Musikfreunde in Wien.